# مهدی مؤمنی
مهدی مومنی لاریمی (زاده ۳۰ شهریور ۱۳۶۴ در قائمشهر) بازیکن فوتبال اهل ایران است که در پست هافبک برای باشگاه فوتبال دریا کاسپین بابل بازی می‌کند.

## سوابق باشگاهی
وی سابقه بازی در تیم‌های نفت تهران، نساجی مازندران، فولاد خوزستان و صبای قمو استقلال تهران را دارد.

## آمار باشگاهی
آخرین به روز رسانی ۲۲ اردیبهشت ۱۳۹۱
| باشگاهی   | باشگاهی                       | باشگاهی       | لیگ  | لیگ | جام      | جام      | قاره | قاره | مجموع | مجموع |
| فصل       | باشگاه                        | لیگ           | بازی | گل  | بازی     | گل       | بازی | گل‌   | بازی  | گل‌    |
| ایران     | ایران                         | ایران         | لیگ  | لیگ | جام حذفی | جام حذفی | آسیا | آسیا | مجموع | مجموع |
| --------- | ----------------------------- | ------------- | ---- | --- | -------- | -------- | ---- | ---- | ----- | ----- |
| ۹۱–۹۰     | فولاد                         | جام خلیج فارس | ۲۸   | ۱   | ۲        | ۱        | -    | -    | ۳۰    | ۲     |
| ۹۱–۹۰     | فولاد                         | جام خلیج فارس | ۲۸   | ۱   | ۲        | ۰        | -    | -    | ۳۰    | ۱     |
| ۹۱–۹۰     | باشگاه فوتبال استقلال تهران   | جام خلیج فارس | ۲۸   | ۱   | ۲        | ۱        | -    | -    | ۳۰    | ۲     |
| ۹۱–۹۰     | باشگاه فوتبال استقلال تهران   | جام خلیج فارس | ۱۲   | ۱   | ۲        | ۰        | -    | -    | ۳۰    | ۱     |
| ۹۱–۹۰     | باشگاه فوتبال پیکان تهران     | جام خلیج فارس | ۵۴   | ۱   | ۲        | ۱        | -    | -    | ۳۰    | ۲     |
| ۹۴–۹۲     | باشگاه فوتبال پیکان تهران     | جام خلیج فارس | ۵۴   | ۱   | ۲        | ۰        | -    | -    | ۳۰    | ۱     |
| ۹۱–۹۰     | باشگاه فوتبال صنعت نفت آبادان | جام خلیج فارس | ۱۹   | ۱   | ۲        | ۱        | -    | -    | ۳۰    | ۲     |
| ۹۵–۹۴     | باشگاه فوتبال صنعت نفت آبادان | جام خلیج فارس | ۲۸   | ۱   | ۲        | ۰        | -    | -    | ۳۰    | ۱     |
| ۱۴۰۱–۱۴۰۲ | باشگاه فوتبال ملوان بندرانزلی | جام خلیج فارس | ۲۸   | ۱   | ۲        | ۱        | -    | -    | ۳۰    | ۲     |
| ۱۴۰۲–۱۴۰۱ | باشگاه فوتبال ملوان بندرانزلی | جام خلیج فارس | ۲۸   | ۱   | ۲        | ۰        | -    | -    | ۳۰    | ۱     |
| کل دوره   | کل دوره                       | کل دوره       | ۵۶   | ۲   | ۴        | ۱        | ۰    | ۰    | ۶۰    | ۳     |

- پاس گل

| فصل   | تیم   | پاس گل |
| ----- | ----- | ------ |
| ۹۰–۸۹ | فولاد | ۴      |
| ۹۱–۹۰ | فولاد | ۳      |